# جاگادش مودرا
 جاگادش مودرا (انگلیسی: Jagadeesh Moodera؛ زاده ) یک فیزیک‌دان است.